# 傑森·阿爾特米爾
傑森·阿爾特米爾（Jason Altmire；1968年3月7日—）是美國的一位政治人物。在2007年至2013年期間，他是賓夕法尼亞州第4選舉區選出的美國眾議院議員。他的黨籍是民主黨。阿爾特米爾是一位中間派議員，主要關注醫療保健政策。阿爾特米爾現在是一位商人。